# Одін (Міннесота)
О́дін (англ. Odin) — місто (англ. city) в США, в окрузі Ватонван штату Міннесота. Населення — 123 особи (2020).

## Географія
Одін розташований за координатами 43°52′2″ пн. ш. 94°44′34″ зх. д. / 43.86722° пн. ш. 94.74278° зх. д. (43.867242, -94.742759). За даними Бюро перепису населення США в 2010 році місто мало площу 0,96 км², уся площа — суходіл.

## Демографія
Згідно з переписом 2010 року, у місті мешкало 106 осіб у 55 домогосподарствах у складі 27 родин. Густота населення становила 111 особа/км². Було 64 помешкання (67/км²).
Расовий склад населення:
| - 96,2 % — білих - 3,8 % — азіатів |

До двох чи більше рас належало 0,0 %. Частка іспаномовних становила 2,8 % від усіх жителів.
За віковим діапазоном населення розподілялося таким чином: 22,6 % — особи молодші 18 років, 47,2 % — особи у віці 18—64 років, 30,2 % — особи у віці 65 років та старші. Медіана віку мешканця становила 47,0 року. На 100 осіб жіночої статі у місті припадало 103,8 чоловіків; на 100 жінок у віці від 18 років та старших — 110,3 чоловіків також старших 18 років.
Середній дохід на одне домашнє господарство становив 66 639 доларів США (медіана — 46 429), а середній дохід на одну сім'ю — 90 554 долари (медіана — 66 250). За межею бідності перебувало 0,9 % осіб, у тому числі 0,0 % дітей у віці до 18 років та 0,0 % осіб у віці 65 років та старших.
Цивільне працевлаштоване населення становило 71 осіб. Основні галузі зайнятості: виробництво — 18,3 %, роздрібна торгівля — 9,9 %, мистецтво, розваги та відпочинок — 9,9 %.